# ماریا پاز آزاگرا
ماریا پاز آزاگرا (انگلیسی: María Paz Azagra؛ زادهٔ ۲۳ اوت ۱۹۸۲) بازیکن فوتبال اهل اسپانیا است.
وی همچنین در تیم‌های ملی فوتبال زنان اسپانیا و Basque Country women's national football team بازی کرده‌است.